# Eustacjusz z Tesaloniki
Eustacjusz z Tesaloniki (zw. także Eustathios Kataphloros, w polskojęzycznych opracowaniach również jako Eustathios i Eustatios, ur. ok. 1125, zm. 1193/8) – bizantyjski teolog, filolog, historyk, retor i epistolograf, od 1175 arcybiskup Tesaloniki.

## Życie
Pochodził z Konstantynopola. Otrzymał bardzo staranne wykształcenie. Wstąpił do klasztoru św. Florosa, a następnie był diakonem przy kościele Hagia Sophia. Jako diakon pełnił funkcję nauczyciela retoryki w szkole patriarchalnej. Następnie przez rok był arcybiskupem Miry, a od 1175 metropolitą Tessaloniki. Jako arcybiskup rozwinął działalność reformatorską, dążąc do odnowy życia duchowieństwa, w szczególności mnichów. Działalność ta przysporzyła mu wielu wrogów, został nawet na krótko odwołany ze stanowiska. W 1185 przeżył oblężenie i zdobycie Tessaloniki przez Normanów pod wodzą Wilhelma II, dostając się do niewoli. Wydarzeniom tym poświęcił po powrocie do Tessaloniki osobne dziełko historyczne. Zmarł między 1193 a 1198 - na cześć zmarłego jego przyjaciele i uczniowie arcybiskup Niketas Choniates i metropolita Neaj Patraj Eutymiusz napisali mowy pochwalne.

## Dzieło
Eustacjusz pisał w języku klasycznym, wolnym od ludowych naleciałości. Jego styl był jasny, wolny od retorycznej przesady i nadmiaru figur. Był pisarzem dbałym o historyczną wiarygodność podawanych informacji i o piękno wyrazu.

### Historia
Istotnym elementem spuścizny Eustacjusza są zawarte w rozmaitych tekstach informacje historyczne, dotyczące aktualnych wydarzeń politycznych, najważniejszych osób w państwie, obyczajów, itp., ale także poruszające problemy ówczesnej Tessaloniki, jej organizacji społecznej, struktur zarządu miejskiego czy bractw religijnych. Za bardzo cenną i wiarygodną relację naocznego świadka uznaje się dzieło Historia tes haloseos Thessalonikés apo ton Normándon (Historia o zdobyciu Tessaloniki przez Normanów). Tekst ten zachował się tylko w jednym rękopisie pochodzącym z XIII w. Wykorzystał ją w swojej Historii Niketas Choniates.

### Teologia
Wśród dzieł teologicznych Eustacjusza największe znaczenie mają Epískepsis bíu monachikú (O życiu monastycznym) i listy. Pierwsze dzieło piętnuje przekupstwo, nieuctwo i bezmyślność mnichów oraz niszczenie klasztornych księgozbiorów. Listy, np. List do Mnicha Słupnika i List o obłudzie (Perí hypokríseos) mają znaczenie przede wszystkim jako barwny dokument życia codziennego mnichów bizantyjskich. Ważnym pismem teologicznym Eusathiosa jest również komentarz do Kanonu na Zielone Święta Jana Damaszku. Eustathios jest także autorem wielu homilii, pism ascetycznych i enkomiów. Skomponował także kanon liturgiczny na część patrona Tesalii św. Demetriusza Kanon ejs ton megalomártyra Demétrion (Na wielkiego męczennika Demetriosa). Na tle skromnej literatury hagiograficznej epoki Komnenów wyróżniają się jego Biografie św. Filoteosa Opsikianosa.

### Filologia
Eustacjusz należy obok Michała Psellosa i Focjusza do najwybitniejszych filologów bizantyjskich. Jego prace filologiczne wywarły znaczny wpływ na rozwój zainteresowań literaturą w wiekach następnych. Parekbolàj ejs ten Homéru Iliáda (Komentarz do Iliady Homera) i Parekbolàj ejs ten Homéru Odýssejan to pisma monumentalnych rozmiarów. Do dziś zachowują one duże znaczenie jako źródło informacji o Iliadzie i Odysei - zwłaszcza dlatego, że opierają się one na wielu dawnych i częściowo zaginionych opracowaniach, jak słowniki Eliusza Dionizjusza, Księga Suda, dzieła Pauzaniasza, Etymologicum magnum, scholia do Homera, greckie pisma Swetoniusza, Herakleidesa z Miletu czy Arystofanesa z Bizancjum. Komentarze zaopatrzone są w przedmowy, wyjaśniają dzieje obu poematów, różnice między nimi i wpływ, jaki wywarły one na kulturę.
W latach 1170–1175 Eustacjusz opracował parafrazę geograficznego eposu Dionysiosa Periegetesa wraz ze scholiami. Cytował w nim wiele zaginionych dziś komentarzy do jego twórczości, np. pisma Ariana. Dużą wartość historyczną ma także komentarz do Pindara Prologos ton Pindarikon parekbolon. Zachował się on jednak tylko częściowo - jako wstęp do poezji lirycznej, najobszerniejszy z czterech zachowanych życiorysów Pindara i fragment o igrzyskach olimpijskich.